# Psilopa rufithorax
Psilopa rufithorax är en tvåvingeart som först beskrevs av Becker 1903.  Psilopa rufithorax ingår i släktet Psilopa och familjen vattenflugor. Inga underarter finns listade i Catalogue of Life.